# Marek Oleksicki
Marek Oleksicki (ur. 1979) – polski rysownik, twórca komiksów, ilustrator. Rysownik serii Bradl do scenariusza Tobiasza Piątkowskiego opartej na historii życia Kazimierza Leskiego. Rysownik komiksów historycznych do scenariuszy Bartosza Sztybora. Publikował m.in. we „Foyer”, „Hardkorporacji”, „Jeju”, „Kartonie”, „Malemen”, „Przekroju”, „Ślizgu”. Współpracownik pism „Uważam Rze”, „W Sieci”, „W Sieci Historii”. W roku 2019 prezydent Andrzej Duda przyznał mu Brązowy Krzyż Zasługi.

### Wydania indywidualne
- 2004 – Odmieniec, scenariusz: Mariusz Gradowski, Marek Oleksicki, Mandragora
- 2006 –  Ursynowska Specgrupa od Rozwałki. Metametal, scenariusz: Łukasz Mieszkowski, Spitfire
- 2009 – Frankenstein's womb, scenariusz: Warren Ellis, Avatar Press
- 2010 – 28 Days Later, scenariusz: Michael Alan Nelson, BOOM! Studios
- 2014 – The Darkness: Close Your Eyes, scenariusz: Ales Kot, Top Cow
- 2015 – Zero, scenariusz: Ales Kot, Image Comics
- 2017 – Bradl tom 1, scenariusz: Tobiasz Piątkowski, Egmont Polska, Muzeum Powstania Warszawskiego
- 2017 – Bradl tom 2, scenariusz: Tobiasz Piątkowski, Egmont Polska, Muzeum Powstania Warszawskiego
- 2018 – Bradl tom 3, scenariusz: Tobiasz Piątkowski, Egmont Polska, Muzeum Powstania Warszawskiego
- 2019 – Bradl tom 4, scenariusz: Tobiasz Piątkowski, Egmont Polska, Muzeum Powstania Warszawskiego

### Wydania zbiorowe
- 2007 – 44 – Antologia komiksu, Muzeum Powstania Warszawskiego
- 2011 – City Stories. Łódź, Walonia, Bruksela, Studio Mamut
- 2014 – Pieces project. Pieces Book, IllustrateYourLIFE
- 2017 – Memoria e narrazione. Il fumetto storico polacco, BWA Jelenia Góra

## Kontrowersje
Jest autorem kontrowersyjnego rysunku na okładce tygodnika „W Sieci” z 26 sierpnia 2013, który przedstawia ks. Adama Bonieckiego wystylizowanego na diabła